# 星際列車

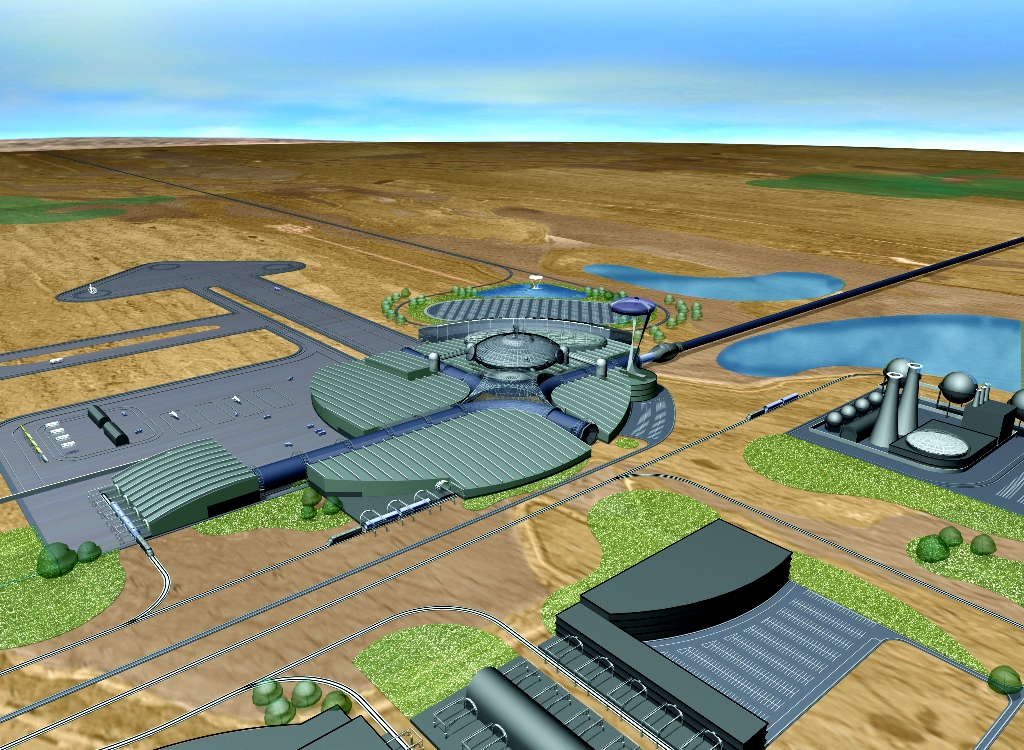
星際列車構想

星際列車是一種磁懸浮太空發射系統構想。初始世代的星際列車只能運送貨物，從3至7千米（1.9至4.3英里）山峰上發射，真空管軌道起點則設置在海平面高度，重量預估為15萬噸左右。第二代星際列車可以運送乘客，具有較長的軌道。
SPESIF 2010指出，Gen-1將在2020年之後完成（如果資金在2010年開始投入），第二代星際列車則於2030年之後完成。

## 外部連結
- Startram Homepage （页面存档备份，存于）